# Витебский, Виталий Яковлевич
Виталий Яковлевич Витебский (9 ноября 1941, Курган, Челябинская область — 26 ноября 2020, Москва) — российский конструктор в области приборостроения, народный депутат России (1990—1993), член Совета Республик Верховного Совета СССР (1991), кандидат экономических наук (1997).

## Биография
Родился 9 ноября 1941 года в семье хирурга городской больницы в городе Кургане Челябинской области, ныне город — административный центр Курганской области. Еврей.
В 1958 году окончил среднюю школу № 12 города Кургана.
В 1963 году окончил с отличием радиотехнический факультет Уральского политехнического института имени С. М. Кирова (город Свердловск) по специальности «Конструирование и технология производства радиоаппаратуры», радиоинженер. В годы учёбы был капитаном команды КВН института. По окончании института работал ассистентом на кафедре «Конструирование и технология производства радиоаппаратуры».
С 1970 жил в городе Кургане, работал на Курганском приборостроительном заводе слесарем по ремонту контрольно-измерительных приборов, старшим инженером, начальником лаборатории, главным конструктором. С июня 1973 года завод вошёл в состав Приборо-механического объединения «Курганприбор», где с 1974 по 1990 год В. Витебский работал заместителем главного инженера — главным конструктором.
В марте 1990 года был избран народным депутатом РСФСР. 16 мая 1990 года открылся I съезд народных депутатов РСФСР. В Верховном Совете работал заместителем председателя комитета по промышленности и энергетике, руководителем группы депутатского контроля за военно-техническим сотрудничеством Российской Федерации с зарубежными странами, входил в число организаторов парламентской фракции «Коммунисты за демократию» (в дальнейшем «Свободная Россия»), был доверенным лицом Б. Н. Ельцина в Курганской области на выборах Президента России в 1991 году. Руководил подготовкой и прохождением в Верховном Совете ряда законов, в том числе Закона «О конверсии оборонной промышленности в Российской Федерации». Был членом Конституционной комиссии. Активно участвовал в работе примирительной комиссии, пытавшейся предотвратить разгром Верховного Совета, защищал «Белый дом» в августе 1991 года и сентябре-октябре 1993 года.
18 октября 1991 года делегирован Верховным Советом РСФСР в Совет Республик Верховного Совета СССР от РСФСР.
Свои политические взгляды характеризовал как «умеренно радикальные» (сторонник радикальных экономических преобразований, «но с учетом нашего наследия и общественной психологии»). Поддерживал введение частной собственности на землю, однако с отсрочкой реализации права собственника на ее продажу. СНГ представлял в перспективе Союзом государств по типу «Общего рынка», при этом считает возможным изменения границ независимых государств, ранее составлявших СССР.
После роспуска Верховного Совета работал начальником Главного управления Госкомоборонпрома России, затем заместителем руководителя департамента Министерства промышленности, науки и технологий.
Кандидат экономических наук (1997), диссертация: «Реструктуризация оборонной промышленности: формирование экономических основ эффективного гражданского производства».
После выхода на пенсию в 2002 году работал в Государственном фонде конверсии, а с 2005 года — в ОАО «Институт экономики и комплексных проблем связи».
Умер 26 ноября 2020 года от коронавирусной инфекции COVID-19 в Городской клинической больнице № 50 имени С. И. Спасокукоцкого Тимирязевского района Северного административного округа города Москвы. Похоронен на Останкинском кладбище Останкинского района Северо-Восточного административного округа города Москвы.

## Награды
- Орден «Знак Почёта»
- Лауреат премии Миноборонпрома России
- Почётные грамоты

## Семья
Отец Яков Давидович Витебский (30 июня 1919, Кременчуг, Полтавская губерния — 28 ноября 1992, Курган) — хирург, инноватор в области полостной хирургии желудочно-кишечного тракта; народный депутат России (1990—1992).
Жена Ирина Афанасьевна, занималась преподавательской работой и развитием культуры в Кургане. Поженились в 1965 году. Сын Олег — предприниматель. Дочь Алиса — эндокринолог.